# Systeme vorbestimmter Zeiten
SvZ (Systeme vorbestimmter Zeiten, englisch: predetermined motion time system) sind Systeme, mit deren Hilfe allein durch die Analyse eines Bewegungsablaufes die Zeit, die hierfür erforderlich ist, direkt als Sollzeit hergeleitet wird. Bei der Anwendung dient die Bewegungsanalyse auch dem Auffinden von Schwachstellen und deren Beseitigung, also der Verbesserung und Beschleunigung der Arbeit.
Die einzelnen Bewegungen werden anhand von Tabellen mit aufwendig ermittelten Normzeiten bewertet. Daraus leitet sich die Sollzeit für den Arbeitsablauf ab.
Die Zeiten in den Tabellen werden bei der so genannten Normalleistung, jener Leistung, die ein Mensch über einen durchschnittlichen Arbeitstag von acht Stunden ohne zusätzliche (Arbeits-)Ermüdung erbringen kann, ermittelt. Dazu werden Hochgeschwindigkeitskameras eingesetzt und die jeweilige Arbeit bei einer statistisch relevanten Anzahl von Personen abgenommen.
Heute sind in Deutschland im Wesentlichen zwei Verfahren in Gebrauch:
- MTM (Methods-Time Measurement) und das
- WORK-FACTOR-System.

SvZ dienen nicht allein dem Ermitteln der zur Durchführung eines Arbeitsablaufes erforderlichen Zeiten, sondern vielmehr auch dem Bewegungsstudium. Vor allem durch Bewegungsverdichtung, dem Erkennen und Eliminieren von schwierigen Elementen in einem Bewegungsablauf und Bewegungsvereinfachung, dem Erkennen und Abbauen von schwierigen Elementen, erfolgt auch eine Rationalisierung von bewegungsgestützten Arbeitsabläufen.

## Geschichte
Frederick Winslow Taylor zerlegte für seine umfangreichen Zeitstudien die Arbeit bereits in Elementarbewegungen, um sie genauer zu beschreiben und zu klassifizieren. Dabei fand er fast immer mangelhafte Abläufe und Arbeitsbedingungen und Möglichkeiten die Arbeit wirkungsvoller zu gestalten.
Enge Mitarbeiter Taylors, Frank Bunker Gilbreth mit seiner Frau Lilian, gelten als Begründer des Bewegungsstudiums. Sie analysierten Bewegungsabläufe mit Hilfe von Filmaufnahmen und entwickelten eine Systematik, in der 17 verschiedene Bewegungselemente genügten, um damit alle Arbeitsabläufe zu beschreiben. Diese Vorgangselemente wurden – ganz unbescheiden – in Umkehrung des Namens Therbligs genannt.
Das „Motion-Time-Analysis“ (MTA) wird auf Asa Bertrand Segur zurückgeführt. Es wurde 1924 bekannt und kam während der 1920er und 1930er Jahre in fast allen Branchen der amerikanischen Industrie zum Einsatz. Es gilt als das älteste heute noch industriell angewandte Elementarzeitverfahren.
Darauf aufbauend entwickelte Joseph H. Quick das WORK-FACTOR-System, das 1938 umfassend erprobt und 1946 in der Industrie eingeführt wurde.
1958 übernahm REFA das Verfahren in Deutschland in Lizenz. Die Aktivitäten wurden 1964 einem eigenständigen eingetragenen Verein übertragen, der das System seit 1973 im deutschsprachigen europäischen Raum allein vertritt. 2003 lebte die Kooperation mit REFA wieder auf. Seit 2007 ist die International Industrial Consult IIC AG Kooperations- und Vermarktungspartner.
Methods-Time Measurement (MTM) ist ein weniger komplexes und deswegen wohl verbreiteteres Verfahren. Bis 1940 erarbeitete Herold Bright Maynard mit John Schwab und Gustave Stegemerten die Grundlagen des MTM. Maynard gründete 1951 schließlich in New York die „U. S. MTM Association for Standards and Research“, dem die drei die Rechte übertrugen.
In Deutschland wurde MTM 1962 durch die Gründung des „Deutsche MTM-Vereinigung e. V.“ institutionalisiert.

## Systeme vorbestimmter Zeiten, Entgelt-Rahmentarifvertrag und Betriebsverfassungsgesetz
Systeme vorbestimmter Zeiten sind in allen Entgelt-Rahmentarifverträgen der Metall- und Elektroindustrie erwähnt. Im jeweiligen regionalen Entgelt-Rahmentarifvertrag ist geregelt, dass im Zeitentgelt keine Leistungsdaten (z. B. SvZ-Zeiten) vorgegeben werden dürfen – mit Ausnahme allgemeiner Arbeitsvorschriften. Dagegen ist es im Rahmen der tariflichen Regelungen im Leistungsentgelt zulässig, Leistungsdaten (z. B. SvZ-Zeiten) vorzugeben. Hierbei besteht ein Mitbestimmungsrecht des Betriebsrates nach § 87 Abs. 1 Ziff. 11 des Betriebsverfassungsgesetzes. Die detaillierten Regelungen in den Entgelt-Rahmentarifverträgen sind zu beachten. Dort ist die Beteiligung bzw. Zustimmung der IG Metall bei der Einführung von SvZ erforderlich. Die IG Metall vertritt die Auffassung, dass SvZ im Rahmen einer Betriebsvereinbarung zum Prämienentgelt bzw. Standardentgelt eingeführt werden kann, sofern sichergestellt ist, dass beispielsweise MTM-Zeiten nicht unterschritten werden und persönliche Zeiten Erholungszeiten vereinbart werden.